# بن هور (فلم 1959)

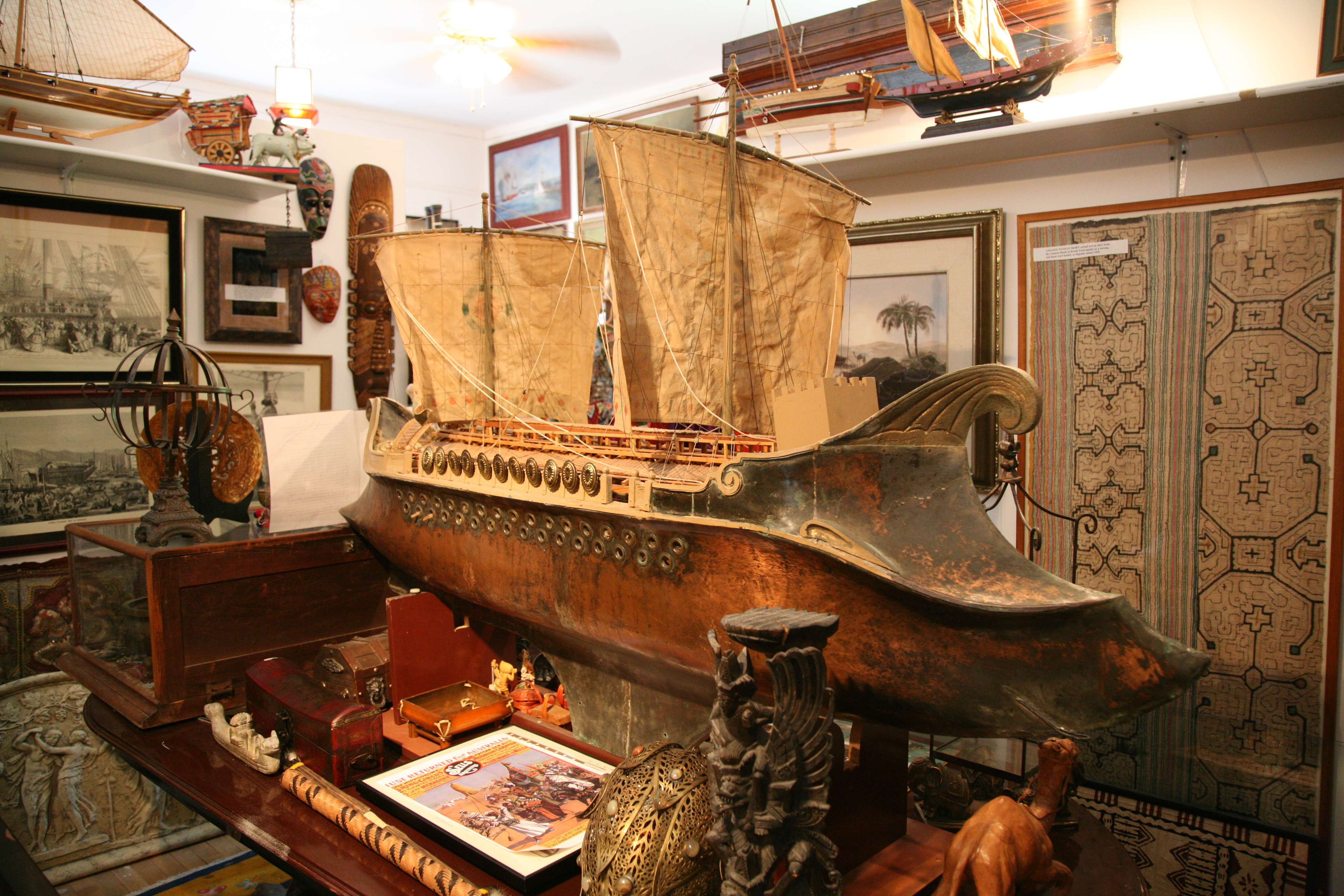
سفينة من إحدى المعدات المسرحية في الفيلم موجودة في المتحف الوطني لنماذج السفن والتاريخ البحري في سادوروس، إلينويز

بن هور (بالإنجليزية: Ben-Hur) هو فيلم من إخراج وليام وايلر، وهو أكثر أفلام الآكشن شعبية من روايات لويس والاس، «بن هور: حكاية عن المسيح» (1880). الفيلم من بطولة تشارلتن هيستون وستيفن بويد. عرض لأول مرة في دور عرض لويوس في مدينة نيويورك في 18 نوفمبر 1959. ربح 11 جائزة أوسكار، من ضمن تلك جائزة أفضل فيلم في مهرجان الأوسكار لعام 1959، وذلك يعد إنجازاً مساوٍ فقط لتايتانك (1997) وسيد الخواتم: عودة الملك (2003).

## القصة

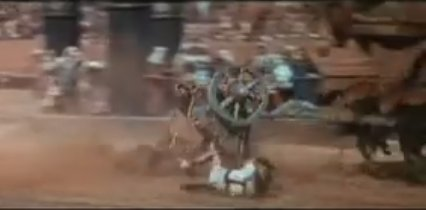
الحطام من مشهد السباق في الفيلم

يعيش يهودا بن هور كأمير وتاجر يهودي غني في القدس في بداية القرن الأول الميلادي. سوية مع الحاكم الجديد يصبح صديقه القديم ميسالا قائد الجحافل الرومانية. كانوا في باديء الأمر سعداء بالاجتماع بعد وقت طويل ولكن وجهات نظرهم السياسية المختلفة فصلهم بينهم. أثناء الاستعراض الترحيبي تنزل طابوقة من بيت يهودا وقد كانت بالكاد ستصيب الحاكم. بالرغم من أن ميسالا علم بأنهم ليسوا مذنبين، قام بإرسال يهودا إلى السفن ووضع والدته وأخته في السجن. ولكن يهودا أقسم على الرجوع والانتقام.

## الممثلون
| الممثل         | الدور         |
| -------------- | ------------- |
| تشارلتن هيستون | يهودا بن هور  |
| جاك هاوكينز    | كوينتوس آريوس |
| هايا هاراريت   | إستر          |
| ستيفن بويد     | ميسالا        |
| هيو جريفيث     | الشيخ إلدريم  |
| مارثا سكوت     | ميريام        |
| كاثي أودونيل   | تيرزا         |
| سام جاف        | سمونيدز       |
| فينلاي كيري    | بالثاسار      |
| فرانك ثرينغ    | بونتيوس بيلات |
| كلود هيتر      | السيد المسيح  |
| إيسيو نيانغ    | راقصة         |

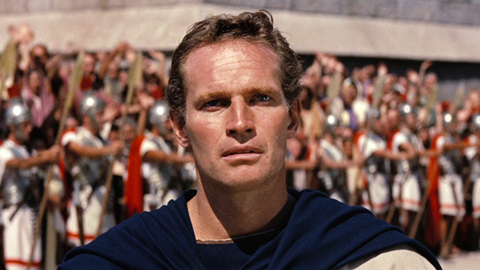
تشارلتون هستون (بن هور)
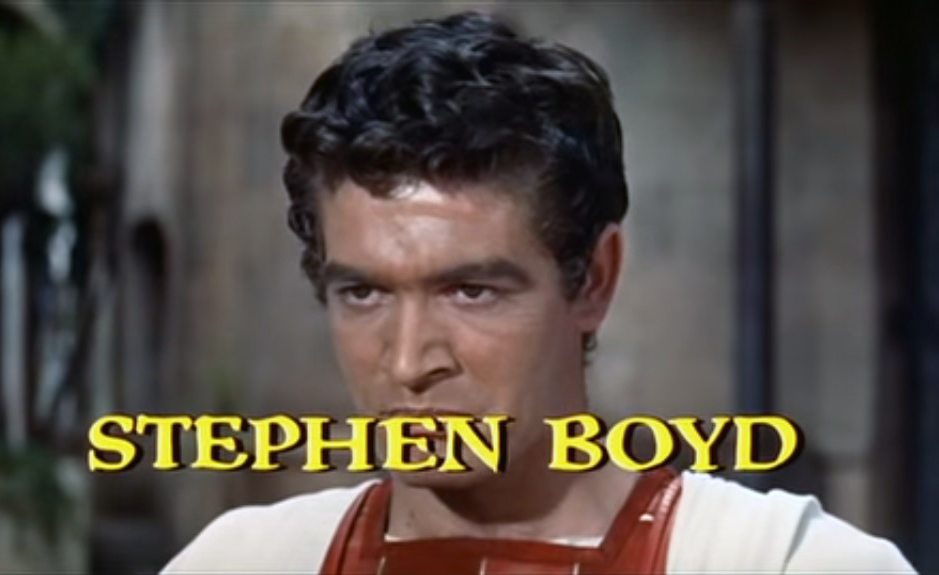
ستيفن بويد (ميسالا)
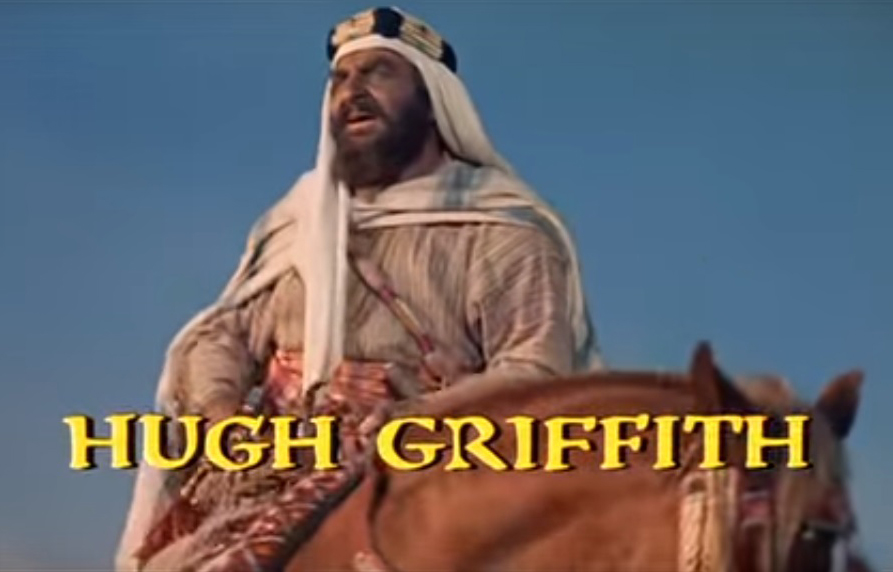
هيو غريفيث (الشيخ إلدريم)
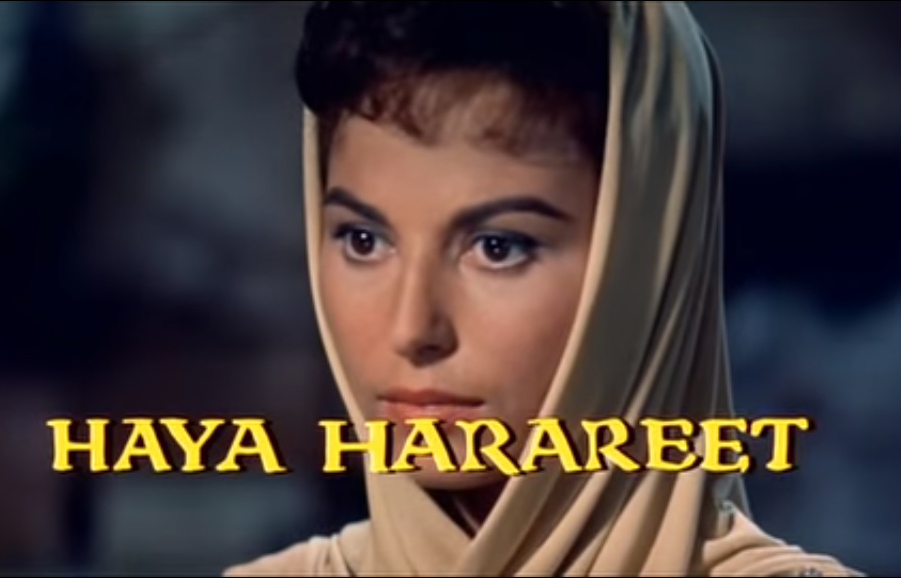
هايا هاراريت (إستر)
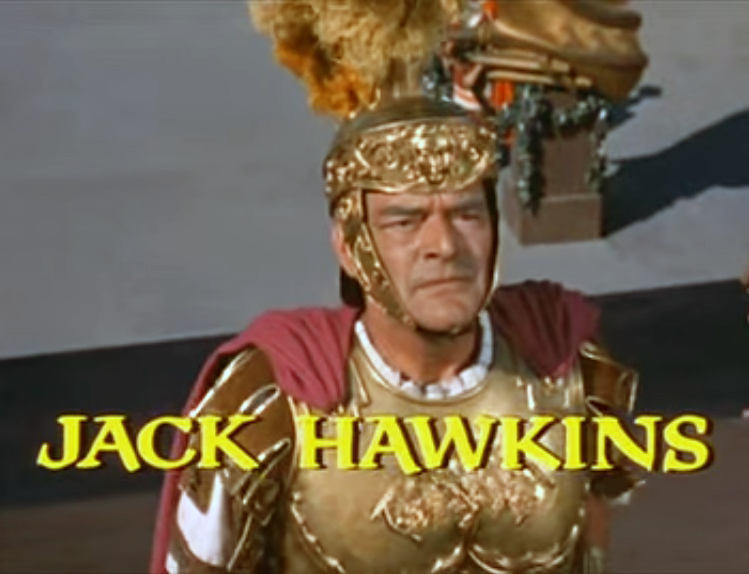
جاك هوكينز (كوينتوس أريوس)

## وصلات خارجية
- مقالات تستعمل روابط فنية بلا صلة مع ويكي بيانات